# Assembly (demo party)

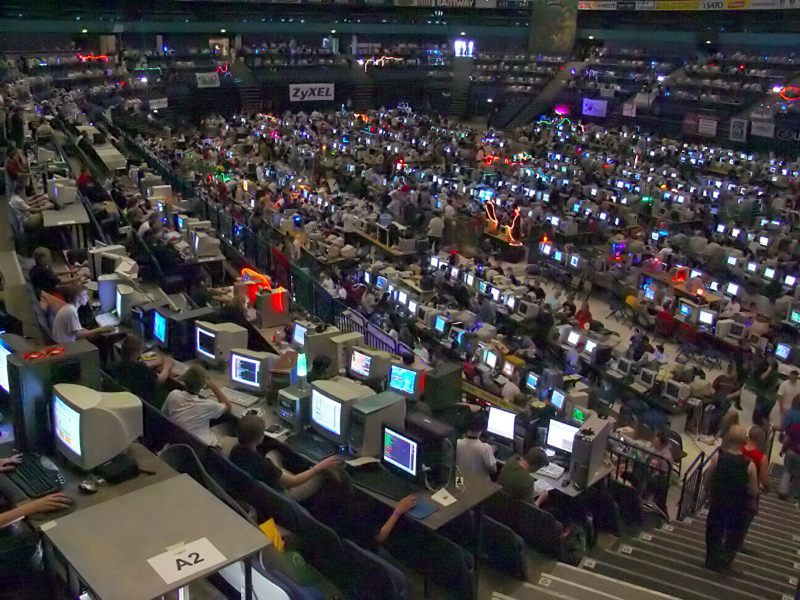
Hartwall Areena, Helsinky, Assembly 2004.

Assembly demo party je soutěž dem a her, konaná ve Finsku. Hlavními organizátory jsou Pekka Akko (Pehu ze skupiny Accession) a Jussi Laakkonen (Abyss ze skupiny Future Crew). Událost se koná pravidelně každý rok na sklonku července nebo začátkem srpna a trvá tři nebo čtyři dny. Je to největší demoparty party na světě.

## Historie
První Assembly se konalo 24. - 26. července roku 1992 v Kauniainen. Organizovaly jej demo skupiny z platformy Amiga - Complex a Rebels. Kvůli velkému nárůstu účastníků se akce od roku 1999 přesunula do největší finské hokejové arény Hartwall Areena v Helsinkách. Toho roku se akce účastnilo přes 5000 lidí a přes 3500 počítačů. 
Od roku 2007 se konají v Tampere také zimní akce Assembly Winter, které bývají orientovány více na hry. Původní párty v létě bývá poté nazývána Assembly Summer.

## Vítězná dema

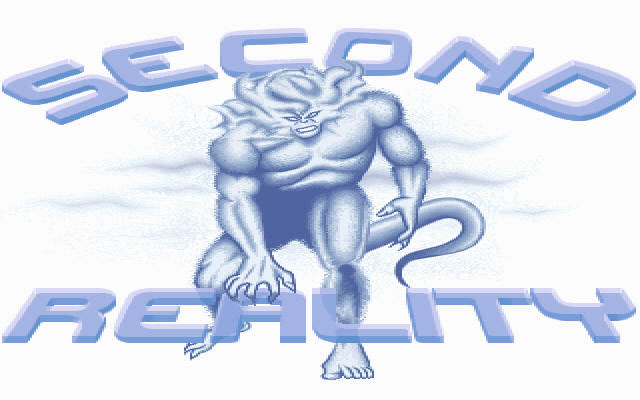
PC demo Second Reality od Future Crew vyhrálo 1.místo roku 1993

Do roku 1999 se vyhlašovaly vítězná dema v kategoriích: PC, Amiga, C64, Amiga intro a PC 64K intro. Od roku 2000 se spojily kategorie PC a Amiga do kombinované kategorie, dále vznikly kategorie Oldskool demo a kombinované 64K intro. Od roku 2017 je pět kategorií: Demo, Oldskool demo, 64k Intro, 4k Intro a 1k Intro.
| Rok  | PC                                        | Amiga                                     |
| ---- | ----------------------------------------- | ----------------------------------------- |
| 1992 | Unreal (Future Crew)                      | Sound Vision (Reflect)                    |
| 1993 | Second Reality (Future Crew)              | Extension (Pygmy Projects)                |
| 1994 | Verses (EMF)                              | Mindflow (Stellar)                        |
| 1995 | Stars (NoooN)                             | ZIF (Parallax)                            |
| 1996 | Machines of Madness (Dubius)              | Sumea (Virtual Dreams)                    |
| 1997 | Boost (Doomsday)                          | Pulse (Nerve Axis)                        |
| 1998 | Gateways (Trauma)                         | Relic (Nerve Axis)                        |
| 1999 | Virhe (Maturefurk)                        | Beats (Loveboat)                          |
| Rok  | Kombinované                               | Kombinované                               |
| 2000 | Spot (Exceed)                             | Spot (Exceed)                             |
| 2001 | Lapsuus (Maturefurk)                      | Lapsuus (Maturefurk)                      |
| 2002 | Liquid... Wen? (Haujobb)                  | Liquid... Wen? (Haujobb)                  |
| 2003 | Legomania (Doomsday)                      | Legomania (Doomsday)                      |
| 2004 | Obsoleet (Unreal Voodoo)                  | Obsoleet (Unreal Voodoo)                  |
| 2005 | Iconoclast (Andromeda)                    | Iconoclast (Andromeda)                    |
| 2006 | Starstruck (The Black Lotus)              | Starstruck (The Black Lotus)              |
| 2007 | Lifeforce (Andromeda)                     | Lifeforce (Andromeda)                     |
| 2008 | Within Epsilon (Pyrotech)                 | Within Epsilon (Pyrotech)                 |
| 2009 | Frameranger (Fairlight, CNCD, & Orange)   | Frameranger (Fairlight, CNCD, & Orange)   |
| 2010 | Happiness is around the bend (Andromeda)  | Happiness is around the bend (Andromeda)  |
| 2011 | Spin (Andromeda)                          | Spin (Andromeda)                          |
| 2012 | Spacecut (CNCD)                           | Spacecut (CNCD)                           |
| 2013 | Return (Pyrotech)                         | Return (Pyrotech)                         |
| 2014 | Black And White Lies (One Studio Off)     | Black And White Lies (One Studio Off)     |
| 2015 | Monolith (Andromeda)                      | Monolith (Andromeda)                      |
| 2016 | Gestalt (Quite vs T-Rex)                  | Gestalt (Quite vs T-Rex)                  |
| 2017 | Zoomin (Adapt)                            | Zoomin (Adapt)                            |
| 2018 | Number One/Another One (CNCD & Fairlight) | Number One/Another One (CNCD & Fairlight) |
| 2019 | Chroma Space (Adapt)                      | Chroma Space (Adapt)                      |
| 2020 | Ember dream (Adapt)                       | Ember dream (Adapt)                       |
| 2021 | Argon (Wide Load)                         | Argon (Wide Load)                         |
| 2022 | Shine 'n Flow (Adapt)                     | Shine 'n Flow (Adapt)                     |
| 2023 | The Legend of Sisyphus (Andromeda)        | The Legend of Sisyphus (Andromeda)        |